# 42 Spel Klassiekers
42 Spel Klassiekers (in de VS: Clubhouse Games, in Europa: 42 All-Time Classics en in Japan: だれでもアソビ大全) is een computerspel uit 2006 voor de Nintendo DS.
Het spel bestaat uit 42 spellen. Dit zijn kaartspellen als Texas hold 'em en Blackjack, bordspellen als schaken en stratego en diverse andere spellen als Soda Shake (schud de fles met frisdrank totdat de dop eraf knalt, diegene heeft verloren) en bowlen. Al deze spellen kunnen Singleplayer worden gespeeld. Vrijwel elke Multiplayer met één cartridge (speldiskette). Verscheidene spellen kunnen tevens online via Nintendo Wi-Fi Connection. Zowel via Multiplayer als wifi kan men van PictoChat gebruikmaken.

## Spellen
- Kaartspellen

Old Maid,
Spit,
I Doubt It,
Sevens,
Memory,
Rummy (met speelkaarten in plaats van speciale tegels),
Blackjack,
President,
Last Card,
Last Card Plus,
Spades,
Texas hold 'em,
Five Card Draw,
Nap,
Contact Bridge.
- Bordspellen:

Chinese Checkers,
Checkers,
Dots and Boxes,
Hasami shogi,
Turncoat,
Connect Five,
Grid Attack,
Backgammon,
Schaken,
Shogi,
Field Tactics,
Ludo.
- Verscheidene spellen

Soda Shake,
Domino,
Koi-Koi,
Word Balloon.
- Sportspellen

Bowlen,
Darten,
Biljart,
Balance,
Takeover.
- Singleplayer-spellen

Solitaire,
Mahjong,
Escape.

## Ontvangst
| Beoordeeld door            | Datum           | Score |
| -------------------------- | --------------- | ----- |
| GamesAreFun.com (GAF)      | 18 oktober 2006 | 90%   |
| Portable Video Gamer       | 13 juni 2007    | 90%   |
| Official Nintendo Magazine | 10 januari 2008 | 90%   |
| NintendoWorldReport        | 22 oktober 2006 | 90%   |
| Game Freaks 365            | 2006            | 83%   |
| Gameswelt                  | 16 oktober 2006 | 81%   |
| FOK!games                  | 16 oktober 2006 | 81%   |
| Fragland.net               | 6 december 2006 | 79%   |
| N-Zone                     | 3 november 2006 | 75%   |
| Jeuxvideo.com              | 3 oktober 2006  | 60%   |

## Trivia
- De Nederlandse titel is fout gespeld; conform de grammaticaregels moet het eigenlijk "42 Spelklassiekers" zijn.